# The Outsider (película de 2002)
The Outsider (en España: El forastero) es una película del oeste para TV de 2002 dirigida por Randa Haines y protagonizada por Tim Daly y Naomi Watts. El filme está basado en la novela homónima de Penelope Williamson. 

## Sinopsis
Montana, finales del siglo XIX. El poderoso ganadero Fergus Hunter hace y  deshace a su antojo en el condado. Su último objetivo son las tierras  de unos colonos Amish. Su extorsión llegará incluso al asesinato. Tiempo  después aparece malherido un hombre a la puerta de Rebecca Yoder, cuyo  marido murió a manos de Hunter. Pese a las reticencias de la comunidad  Amish, Rebecca decide acogerlo y curar sus heridas.

## Reparto
- Timothy Daly - Johnny Gault
- Naomi Watts - Rebecca Yoder
- Keith Carradine - Noah Weaver
- David Carradine - Doctor Lucas Henry
- Thomas Curtis - Benjo Yoder
- John Noble - Fergus Hunter
- Todd Leigh - Mose